# Coincya
Coincya é um género botânico pertencente à família Brassicaceae.